# Księstwo bydgosko-wyszogrodzkie

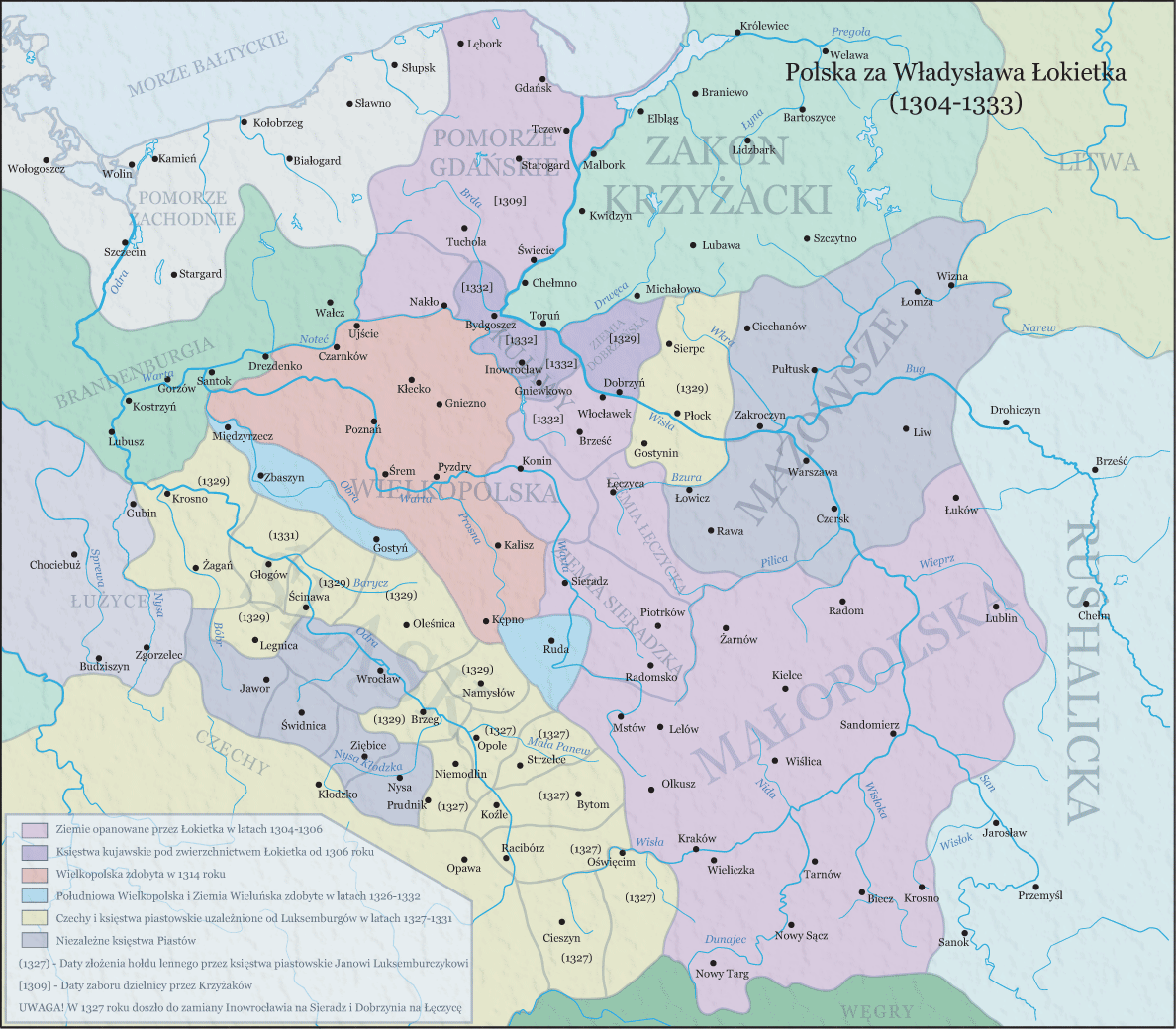
Polska za Władysława Łokietka w latach 1304–1333

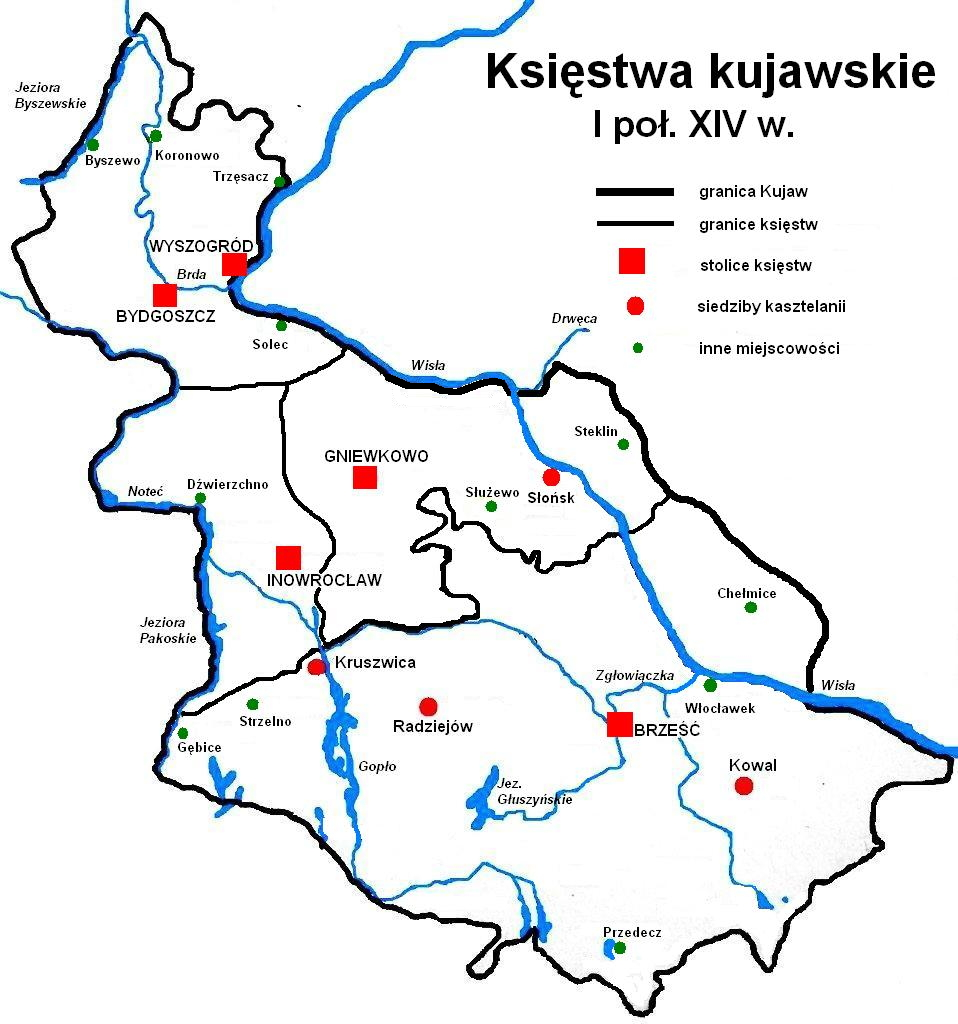
Podział Kujaw na księstwa dzielnicowe na początku XIV wieku

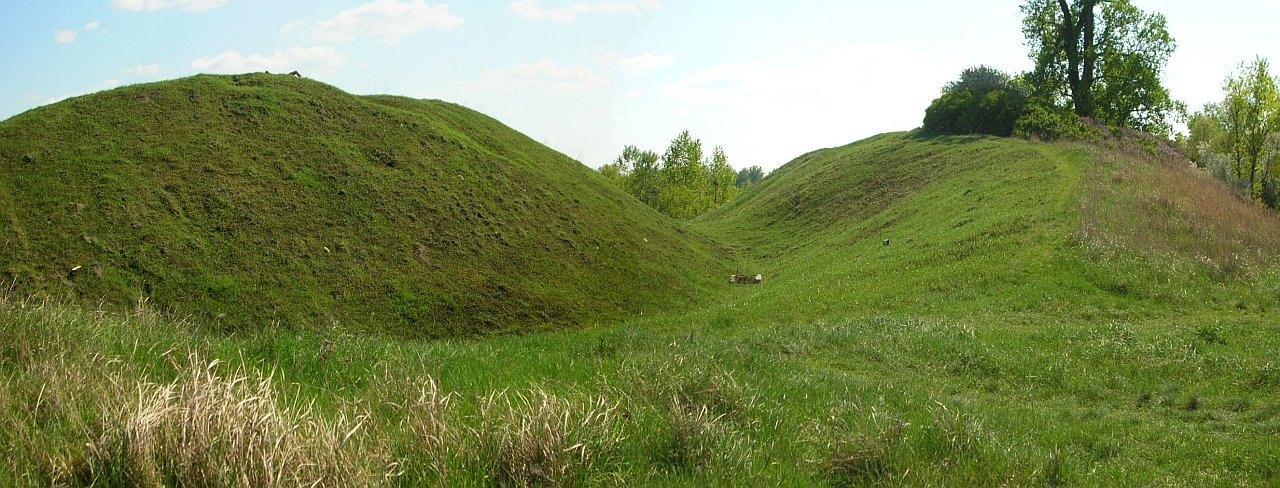
Grodzisko Wyszogród – dawna siedziba kasztelanii

Księstwo bydgosko-wyszogrodzkie – najbardziej na północ wysunięta dzielnica Kujaw, istniejąca w latach 1314–1323 (1327).

## Geografia
Księstwo obejmowało terytoria dwóch kasztelanii kujawskich: bydgoskiej i wyszogrodzkiej, w przybliżeniu obszar dzisiejszego powiatu bydgoskiego.
Naturalną granicą wschodnią była Wisła, zachodnią – rynna jezior byszewskich. Południową granicę wyznaczał skraj Puszczy Bydgoskiej oraz rzeka Noteć. Na północy granica była umowna, sięgała od Trzęsacza nad Wisłą po styk rzeki Brdy i jezior byszewskich.
Główne grody na terytorium księstwa to Wyszogród, Bydgoszcz, Solec (Kujawski), Byszewo. Jedynym miastem na wymienionym obszarze w okresie istnienia księstwa był Solec lokowany w 1325 r.

## Historia
Księstwo, zwane Kujawami Północnymi powstało w następstwie podziałów dzielnicowych, po śmierci księcia inowrocławskiego Ziemomysła (zm. 1287) Władca pozostawił trzech małoletnich synów: Leszka (ur. 1275), Przemysła (ur. 1278) i Kazimierza (ur. 1280–1287).
Początkowo rządy sprawowała żona zmarłego – regentka Salomea. Wychowywała ona synów w duchu ekspansji na Pomorze Gdańskie, gdyż walczyła o spadek po ojcu Samborze II – dawnym władcy pomorskiej dzielnicy lubiszewsko-tczewskiej.
Do opieki poczuwał się również ich stryj Władysław Łokietek, który m.in. wydał za mąż ich córkę Fenennę (1290 r.)
Od 1294 r. trzej bracia: Leszek, Przemysł i Kazimierz rozpoczęli sprawowanie samodzielnej władzy na Kujawach Zachodnich (dzielnica, która obejmowała kasztelanie: inowrocławską, bydgoską, słońską, kruszwicką, radziejowską). W niektórych dokumentach wystawianych przez młodych książąt pojawia się Bydgoszcz, jako składnik tytulatury, zawsze jednak za miejscowościami „starszymi”: Inowrocławiem i Wyszogrodem.
Notowano również pobyty książąt w Wyszogrodzie.
W 1296 r. po śmierci króla Wielkopolski i Pomorza Gdańskiego Przemysła II, Władysław Łokietek przyłączył do Kujaw inowrocławskich dodatkowo kasztelanię wyszogrodzką (kasztelania ta należała już do Kujaw w latach 1242–1271). Przekazał ją w ramach rekompensaty dla książąt Leszka, Przemysława i Kazimierza za rezygnację z praw do Pomorza przysługujących im po matce Salomei. Odbyło się to w związku z uprzednią zbrojną próbą opanowania Pomorza Gdańskiego przez Leszka (1296 r.).
Po powrocie Leszka z niewoli czeskiej (1312 r.), bezpośrednio po śmierci Salomei (1313 r.) bracia przystąpili do podziału ojcowizny, w celu wydzielenia udzielnych księstw, rządzonych samodzielnie przez każdego z nich:
- Leszek tytułował się odtąd księciem Kujaw i Inowrocławia,
- Przemysł – księciem Kujaw, Wyszogrodu i Bydgoszczy,
- Kazimierz – księciem Kujaw i Gniewkowa (księstwo to wykrojono z części kasztelanii gniewkowskiej i słońskiej).

Księstwo bydgosko-wyszogrodzkie Przemysła powstało między 12 października 1314 r. a 6 kwietnia 1315 r., kiedy przedstawił się jako Dominius Wyszogrodiensis et Bidgostiensis. Książę przez 13 lat sprawował władzę na tym terytorium.
W 1318 r. Przemysł zawarł z Leszkiem układ o przeżycie, jednak ok. 1323 r. starszy brat abdykował. W tej sytuacji w 1323 r. Przemysł zyskał również pod swoje zwierzchnictwo księstwo inowrocławskie przekazane mu przez brata Leszka. Odtąd tytułował się księciem Kujaw, panem Inowrocławia i Wyszogrodu. Jego dzielnica obejmowała cztery kasztelanie: bydgoską, wyszogrodzką, inowrocławską i kruszwicką.
W 1327 lub 1328 r. wobec wybuchu wojny polsko-krzyżackiej w celu ułatwienia Łokietkowi prowadzenia działań wojennych, Przemysł zgodził się na objęcie księstwa sieradzkiego, w zamian za pozostawienie księstwa inowrocławskiego Łokietkowi.

## Hierarchia urzędnicza
Księstwo bydgosko-wyszogrodzkie w hierarchii „starszeństwa” znajdowało się na drugim miejscu na Kujawach Inowrocławskich. Posiadało ono podstawowe urzędy ziemskie o funkcjach administracyjnych, sądowych, fiskalnych i obronnych (kasztelanie, sędstwo, podkomorstwo), a nadto podczaszego, podkoniego, podstolego.
Wojewoda – wspólny urzędnik dla trzech księstw zachodniokujawskich rezydował w Inowrocławiu. Natomiast w hierarchii kasztelanów zachodniokujawskich, pierwsze miejsce zajmował inowrocławski, następnie bydgoski zwany czasem podwojewodą (vicepalatinus), potem kolejno: wyszogrodzki lub kruszwicki (zamątwiański), słoński i na koniec gniewkowski lub michałowski.
W dzielnicy bydgosko-wyszogrodzkiej najważniejszymi urzędnikami byli kasztelanowie. Od czasu przejścia terytorium wyszogrodzkiego do Kujaw (1296 r.) urzędowało dwóch kasztelanów, w bydgoskim (od 1286 do 1330 r.) siedmiu.
Urząd kasztelana wyszogrodzkiego zanikł po 1314 r. Wszystko wskazuje na to, że jego funkcję przejął kasztelan bydgoski. Spośród urzędów średnich zarówno sędziowie (Przybysław z Leszcz, Jakub z Leszcz), jak i podkomorzowie (Bogumił z Pakości) prawdopodobnie urzędowali w Wyszogrodzie.
Spuścizną po księstwie bydgosko-wyszogrodzkim (jak również po okresie rządów Kazimierza Słupskiego 1370–1377 i Władysława Opolczyka 1378–1392) była tradycja odrębnej hierarchii urzędów ziemskich dla ziemi bydgoskiej.